# Jan Dyrek

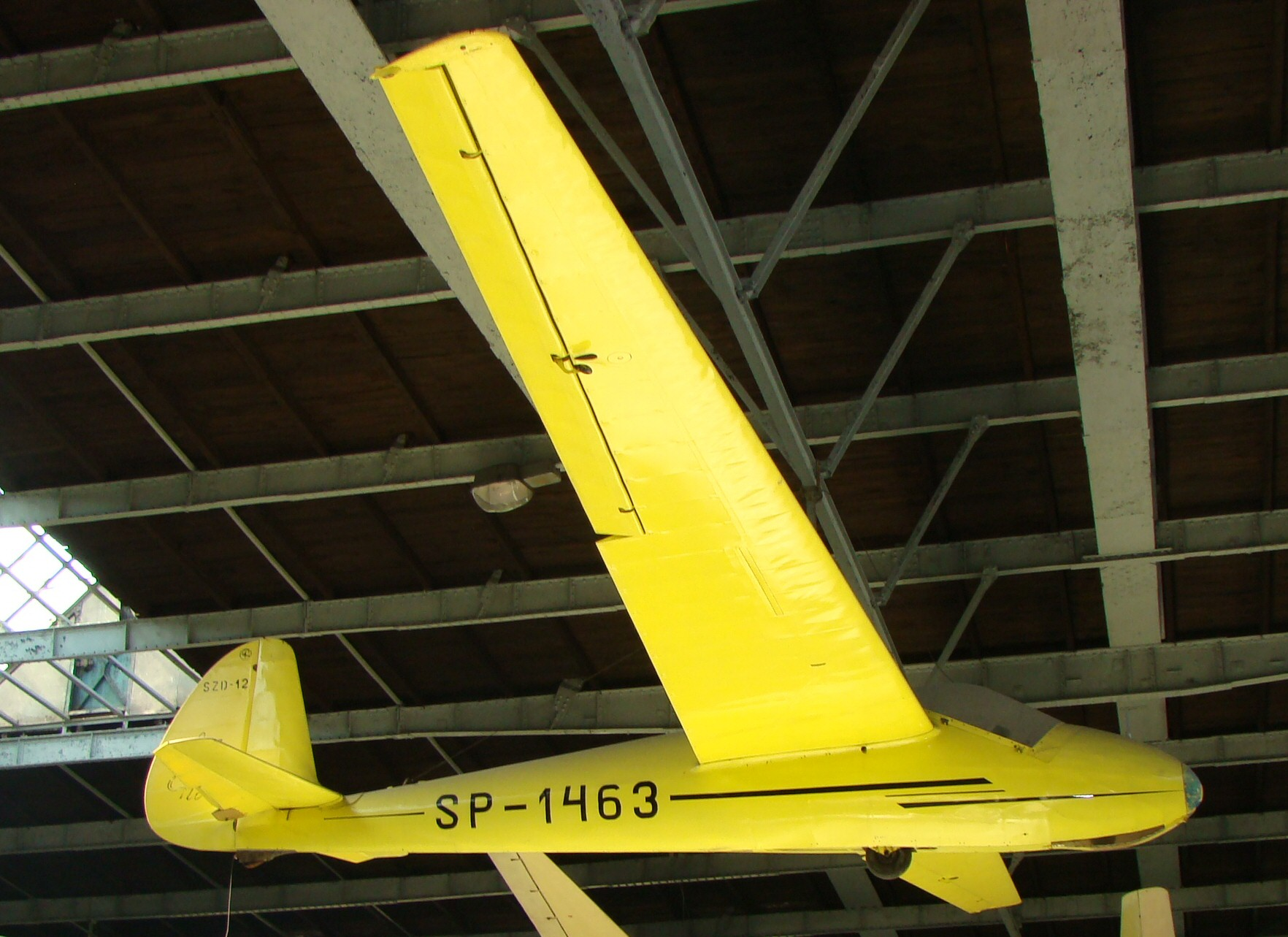
Szybowiec SZD–12 Mucha 100 konstrukcji Jana Dyrka w Muzeum Lotnictwa Polskiego w Krakowie

Jan Dyrek (ur. 29 maja 1922 w Nowym Sączu, zm. 20 maja 2002) – polski konstruktor szybowców.

## Życiorys
Ukończył szkołę podstawową i gimnazjum im. Jana Długosza w rodzinnym Nowym Sączu. Brał udział w wojnie obronnej we wrześniu 1939 roku. Wzięty do niewoli przez wojska sowieckie, uciekł z transportu i powrócił do rodzinnego Nowego Sącza. Później w czasie wojny pracował w Straży Pożarnej i kończył szkołę handlową. Po wojnie zdał maturę i dostał się na Politechnikę w Gliwicach. Następnie przeniósł się do Krakowa. W 1952 ukończył z tytułem magister inżynier Wydział Komunikacji Akademii Górniczo Hutniczej. 
Po studiach podjął pracę w Szybowcowych Zakładach Doświadczalnych w Bielsku-Białej. Z zakładem związał całe swoje życie zawodowe, gdzie piastował odpowiedzialne stanowiska: konstruktora, kierownika biura konstrukcyjnego, kierownika biura normalizacji. Jako konstruktor prowadził prace przy tworzeniu wielu szybowców, z których najważniejsze to tworzony w latach 1952–53 - SZD-12 Mucha 100 i SZD-17 Jaskółka L z 1956 r.. W 1959 r. podjął się trudnego zadania skonstruowania latającego skrzydła, jakim był eksperymentalny szybowiec bezogonowy SZD-20 Wampir 2. W 1959 roku objął stanowisko Kierownika Biura Konstrukcyjnego i w tym czasie nadzorował prace nad wieloma konstrukcjami prowadzonymi w zakładach. W 1964 roku ze względów politycznych był oddelegowany na stanowisko Kierownika Biura Normalizacyjnego. Prowadził z tego zakresu wykłady oraz pisał publikacje w czasopismach branżowych. Brał udział w strajkach w 1980 roku. W 1983 roku przeszedł na emeryturę i wyprowadził się z Bielska-Białej. 
Zmarł 20 maja 2002 r., we wsi Raciborsko koło Krakowa gdzie został pochowany.